# Świątynie Bahá’i w Hajfie i zachodniej Galilei
Świątynie Bahá’i w Hajfie i zachodniej Galilei – świątynie należące do Światowego Centrum Bahá’i w Izraelu. Zespół ten obejmuje ogółem ponad 20 różnych budynków (biur, budynków administracyjnych, domów pielgrzymów, bibliotek, archiwów, obiektów historycznych i sanktuariów) oraz 30 różnych ogrodów i tarasów. Światowe Centrum Bahá’i jest najważniejszym ośrodkiem ruchu bahaizmu i celem pielgrzymek. Budynki są zlokalizowane w Hajfie, Akce i al-Bahja w Zachodniej Galilei. Zespół bahaickich świątyń jest od 2008 roku umieszczony na liście światowego dziedzictwa UNESCO.

## Informacje ogólne
Prorokiem i założycielem bahaizmu był Bahá'u'lláh. Był on od 31 sierpnia 1868 roku więziony przez Turków osmańskich w cytadeli na Starym Mieście Akki. Mieszkańcom Akki powiedziano, że nowy więzień jest wrogiem Imperium Osmańskiego, Allaha i islamu, a wszelkie kontakty z nim były surowo zakazane. Po jakimś czasie tureccy urzędnicy zaczęli bardziej ufać Bahá'u’lláh’owi i w 1877 roku wyrazili zgodę, by zamieszkał w osobnym domu, na przedmieściach Akki. Zmarł tam 29 maja 1892 roku. Przywództwo nad ruchem religijnym przejął wówczas jego najstarszy syn ’Abdu’l-Bahá. Pod koniec XIX wieku miasto i jego okolica stały się centrum ruchu bahaizmu. W kolejnych latach w Akce, Hajfie i al-Bahja wybudowano szereg bahaickich świątyń, które za ich wyjątkową wartość zostały w 2008 roku wpisane na listę światowego dziedzictwa UNESCO.

## Hajfa
Hajfa jest ważnym miastem portowym i trzecim do co wielkości miastem Izraela. Jest ono położone na zboczach góry Karmel (546 m n.p.m.) nad Zatoką Hajfy. W 1891 roku Bahá'u’lláh wyznaczył górę Karmel jako lokalizację dla Mauzoleum Bába. Później Bahá'u’lláh doszedł do wniosku, że góra Karmel byłaby najlepszym miejscem dla fizycznej lokalizacji Światowego Centrum Bahá’i.

### Mauzoleum Bába
Mauzoleum Bába jest miejscem, gdzie pochowano szczątki Sijid 'Alí-Muhammada, który w 1844 roku ogłosił, że jego imię i tytuł to „Báb”. Szczątki Bába zostały sprowadzone potajemnie z Iranu do Ziemi Świętej i w końcu złożone w grobowcu wzniesionym w miejscu wyraźnie wskazanym przez Bahá'u’lláha. Budowę sanktuarium rozpoczęto w 1909 roku, a po powstaniu w 1948 roku państwa Izrael rozbudowano je i poświęcono w 1953 roku. Mauzoleum ma kształt ośmiokątnego cylindra o średnicy 11 metrów, który jest zwieńczony majestatyczną kopułą. Na wykończenie kopuły zużyto 12 tys. płytek o różnych kształtach i rozmiarach. Wnętrze jest wykończone licznymi misternymi dekoracjami i religijnymi motywami. Dla bahaitów jest to najświętsze miejsce na ziemi i cel pielgrzymek. Piękno budowli podkreśla dziewiętnaście geometrycznych tarasów z ogrodami, które rozciągają się na długości jednego kilometra na zboczach góry Karmel. Ogrody na kolejnych tarasach są połączone z sobą schodami otoczonymi dwoma strumieniami, które spływają licznymi kaskadami w dół po zboczu. Tarasy zostały ukończone w maju 2001 roku i przyciągają ponad 1,5 mln zwiedzających rocznie. W podziemiach na jedenastym tarasie znajduje się Centrum dla Odwiedzających.

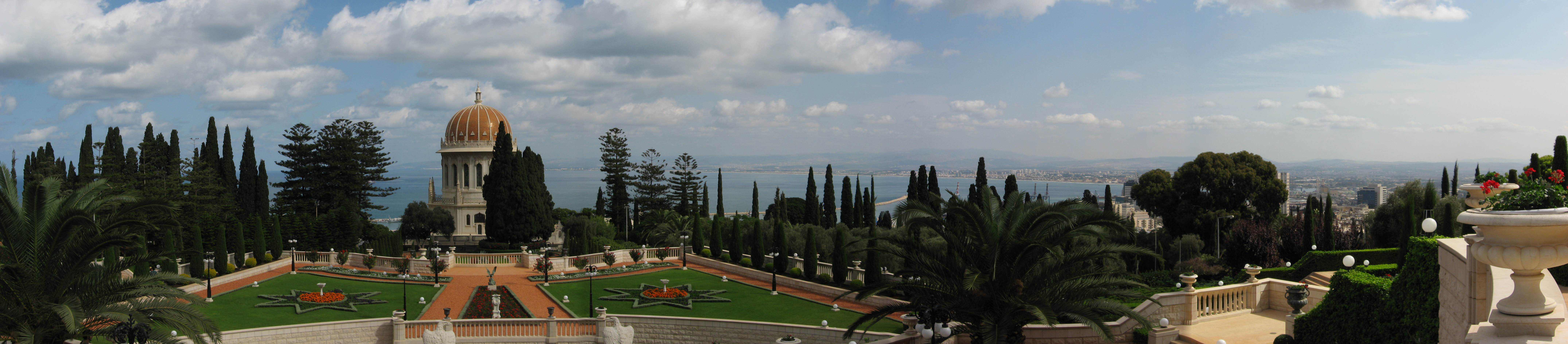
Ogrody bahaickie z Mauzoleum Baba w Hajfie

### Arka

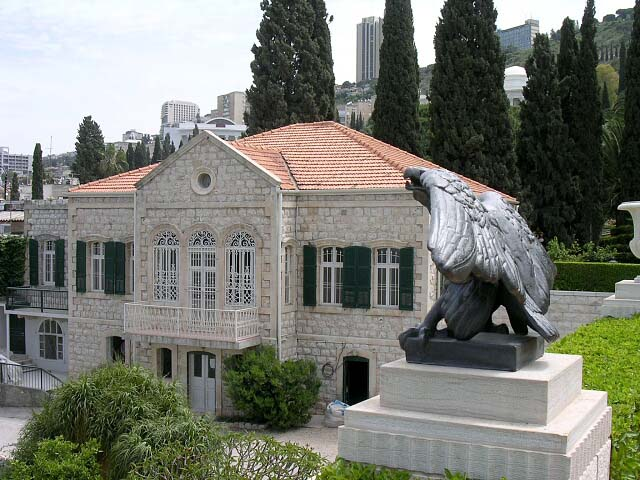
Wschodni Dom Pielgrzyma

Arka jest kompleksem budynków administracyjnych Światowego Centrum Bahá’i. Jego nazwa nawiązuje do biblijnej arki. Został on wybudowany na zboczach góry Karmel, na wschód od Mauzoleum Bába. Kolejno wznoszone budynki ułożono w kształcie łuku i otoczono ogrodem. Jako pierwsze wybudowano w 1961 roku Międzynarodowe Archiwum. Mieści ono liczne działa bahaizmu, w tym niezwykle cenne dla bahaitów obrazy i rysunki Bába oraz Bahá'u’lláha. Ten okazały budynek wzniesiono w stylu klasycystycznym z pięćdziesięcioma kolumnami. Jako drugi w latach 1973–1982 wybudowano Powszechny Dom Sprawiedliwości. Mieści się w nim najwyższa instytucja wiary Bahá’i, regulująca przepisy religijne oraz pełniąca funkcje sądownicze jako najwyższy organ odwoławczy w administracji bahaitów. Poza tym mieszczą się tutaj sale bankietowe oraz biblioteki. W 1999 roku wybudowano Centrum Studiów Świętych Tekstów, a w 2001 roku Międzynarodowe Centrum Nauczania. Jako piąty budynek ma powstać Międzynarodowa Biblioteka Bahá’i. Wszystkie budynki posiadają podziemne pomieszczenia i schrony. Są one także ze sobą połączone podziemnymi tunelami. W podstawie łuku Arki umieszczono pomniki, które wzniesiono na grobach świętych Bahá’i.

### Dom ‘Abdu’l-Bahá
Po śmierci Bahá'u’lláha, przewodnictwo nad bahaizmem przejął jego najstarszy syn – ‘Abdu’l-Bahá. Zaprojektował on i wybudował w 1908 roku dom w Hajfie (ulica HaParsim 7). W latach 1910–1921 była to jego oficjalna rezydencja, w której przyjmował pielgrzymów przyjeżdżających do Światowego Centrum Bahá’i.

### Domy Pielgrzyma
Na przestrzeni kolejnych lat różne budynki w Hajfie pełniły rolę Domów Pielgrzyma. Byli w nich przyjmowani i goszczeni pielgrzymi przyjeżdżający do Światowego Centrum Bahá’i. Oryginalny Zachodni Dom Pielgrzyma został założony na początku lat 20. XX wieku i znajduje się przy ulicy HaParsim 4. Został on następnie zastąpiony domem przy ulicy HaParsim 10. Budynek ten jest obecnie częścią Światowego Centrum Bahá’i, i mieści w sobie biura administracji. Po 1951 roku wybudowano Wschodni Dom Pielgrzyma, a w 2000 roku Recepcję Centrum Pielgrzymów. Ten nowy budynek może pomieścić grupy pielgrzymów liczące do 500 osób.

## Akka
Akka jest jednym ze starożytnych miast portowych, którego zespół zabytków Starego Miasta jest od 2001 roku umieszczony na liście światowego dziedzictwa UNESCO. Jest ono położone nad Zatoką Hajfy. To właśnie tutaj w latach 1868–1877 był więziony Bahá'u’lláh. Później zamieszkał w osobnym domu na przedmieściach Akki, gdzie zmarł 29 maja 1892 roku.

### Dom 'Abbúd
Gdy Bahá'u’lláh opuścił więzienie, zamieszkał w Akce w Domu 'Abbúd, w którym był objęty aresztem domowym. W mieście istnieje jeszcze jeden Dom 'Abbúd (odróżniany od tego wcześniejszego nazwą Wschodni), w którym przez kilka mieszkała rodzina Bahá'u’lláha. Dom ten był początkowo wynajmowany, a następnie kupiony na potrzeby Bahá’i.

### Dom ‘Abdu’lláh Paszy
Dom ‘Abdu’lláh Paszy został kupiony przez syna Bahá'u’lláha – ‘Abdu’l-Bahá. Był on wykorzystywany na potrzeby rosnącej rodziny, a także jako miejsce witania pielgrzymów.

### Bahja

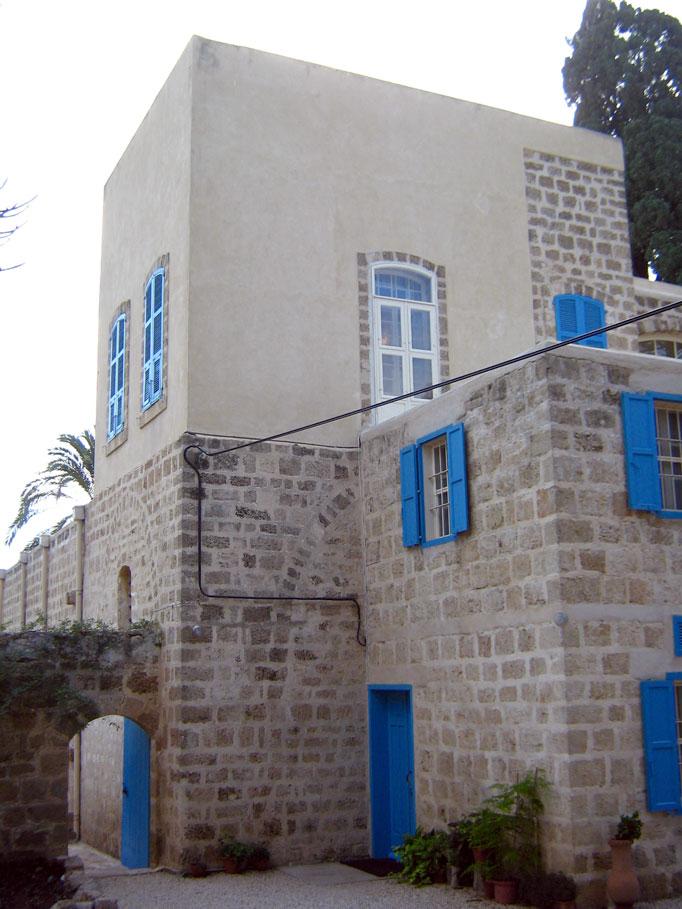
Letnia rezydencja Bahá'u’lláha w Mazra’a

Na północnym obrzeżu Akki znajduje się letnia rezydencja Bahá'u’lláha, zwana al-Bahja. Bahá'u’lláh spędził w niej po 1879 roku ostatnie lata swojego życia. Znajduje się tutaj kompleks budynków wykorzystywanych przez wielopokoleniową rodzinę Bahá'u’lláha. Większość z tych budynków została spłaszczona, czyli pozbawiona wyższych kondygnacji. Płytki dachowe wykorzystano do wyłożenia ścieżek w pięknym ogrodzie. Wyjątkowo ważnym dla bahaitów miejscem jest Sanktuarium Bahá'u'lláha, w którym pochowano szczątki Bahá'u’lláha.

## Mazra’a
Mazra’a jest niewielką miejscowością położoną w Zachodniej Galilei, w odległości 4 km na północny wschód od Akki. W latach 1877–1879 Bahá'u’lláh korzystał tutaj z jednego domu, który wykorzystywał jako rezydencję letnią. Następnie przeniósł się do nowo wybudowanej rezydencji al-Bahja.